# Île Wager
L'île Wager (espagnol : Isla Wager) est une île inhabitée de l'archipel Guayaneco, partie isolée de l'Ouest de la Patagonie.
Située à 1 600 km au sud de Santiago, l'île fait partie de la province de Capitán Prat dans la région d'Aysén, au Chili. L'île a été le lieu de la mutinerie des marins du HMS Wager, en octobre 1741, après le naufrage du navire de guerre britannique.

## Histoire

### Histoire ancienne
Les explorateurs européens commencent à cartographier cette zone de contact entre différentes tribus après la découverte du détroit de Magellan en 1520.
Les membres de l'expédition navale de Francisco de Ulloa de 1553 sont les premiers Européens à rencontrer le peuple Chono. Les îles sont visitées pour la première fois en 1613 par des jésuites basés à Chiloé. Des rumeurs concernant des colonies européennes près du détroit de Magellan incitent les Espagnols à envoyer une expédition dirigée par Bartolomé Gallardo en 1674-1675, puis l'expédition Antonio de Vea (1675-1676) ,.
À l'époque coloniale, les tribus du nord (Chonos, Huilliche, Espagnols de Chiloé) appellent les populations maritimes de la région de l'île Wager « Caucahue » .
L'île est fréquentée au XVIIIe siècle par les nomades Kawésqar qui y séjournent avec leurs pirogues. John Byron rencontre une tribu lors de son séjour sur l'île en 1741 et évoque ses coutumes dans son journal.

### Le naufrage du HMSWager

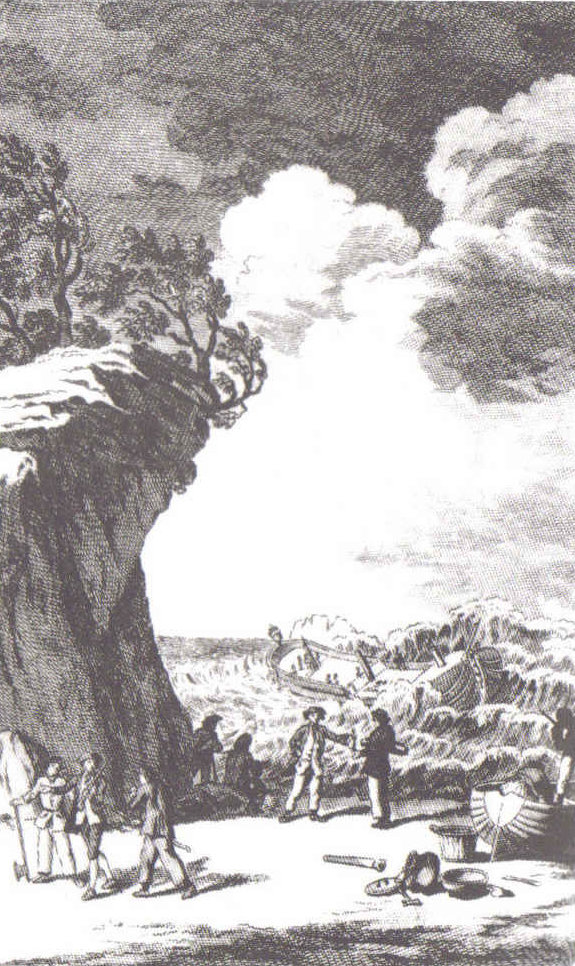
L'Épave du Wager, frontispice du récit de John Byron.

Le 18 septembre 1740, le navire de guerre britannique HMS Wager, appartenant à l'escadre du commodore George Anson, quitte St Helens avec un équipage affaibli par la maladie. Il s'échoue le 14 mai 1741, dans le golfe de Penas, juste au sud de la péninsule de Taitao, près d'un ilot rocheux qui sera ultérieurement nommé l'île Wager. Environ 140 hommes survivent au naufrage et atteignent l'île à bord de canots. Mais dès la fin du mois de juin 1741 nombre d'entre eux meurent de faim, de noyade, d'hypothermie et de blessures.
Deux groupes de naufragés arrivent à quitter l'île Wager. Le premier groupe, composé de 81 mutins, partis le 13 octobre 1741,, arrivent au nombre de 30 seulement à Río Grande, au Brésil, le 28 janvier 1742.
Le deuxième groupe composé de 11 naufragés et d'un guide indien quitte l'île le 6 mars 1742. Guidé par le chef Chono Martín Olleta, le groupe navigue traverse la péninsule de Taitao,. De ce groupe, trois survivants (le capitaine David Cheap, l'aspirant John Byron et l'aspirant Alexander Campbell) atteignent l'île de Chiloé, début juin 1742 .
Un dernier survivant (le lieutenant de marine Thomas Hamilton) est secouru et amené sur l'île de Chiloé par une équipe de recherche espagnole environ trois mois plus tard  . Au total, seuls 36 hommes rejoignent vivants la Grande-Bretagne,.

### L'épave du HMSWager
De la fin de 1742 à 1769, les Espagnols et les autochtones locaux mènent plusieurs expéditions sur l'épave du HMS Wager.
Un prêtre jésuite nommé Pedro Flores récupère, en 1742, près de 100 kg de fer. En 1743, Mateo Abraham Evrard récupère dix canons en fer de six livres, quatre canons en bronze de trois livres, une ancre, plus de 100 boulets de canon et 1 000 boulets de mousquet, ainsi que trois chaudrons en cuivre.
En 1779, les missionnaires espagnols Fray Benito Marín et Fray Julián Real fondent une colonie indigène composée de quatre habitations construites sur la plage à proximité du site de l'épave.
La Société d'exploration scientifique organise, en 2006, une expédition pour localiser les restes l'épave et retrouve, dans des eaux peu profondes, un morceau de bordage de coque en bois.

## Géographie

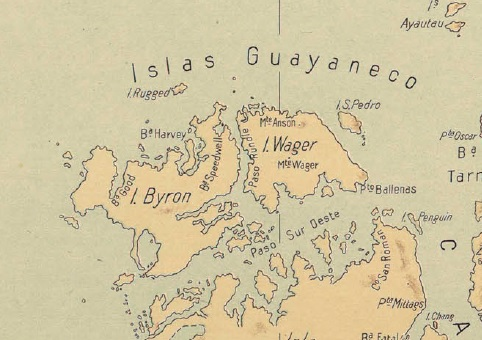
Détail de "l'Atlas du Centenaire", publié par le Bureau d'arpentage du gouvernement du Chili en 1910

L'île Wager est située dans l'archipel Guayaneco, à 1 600 km au sud de Santiago, dans la partie sud du golfe de Penas, dans le sud de l'océan Pacifique. Elle mesure 18 km de long sur son axe NW-SE et 10 km de large. Des deux îles principales qui composent l'archipel, l'île Byron est la plus grande et l'île Wager la plus petite. Elle est séparée de l'île Byron par Paso Rundle et séparée de l'Islote San Pedro par Bahía Acosta. L'île Wager et l'île San Pedro ferment au nord-ouest le canal Messier, tandis que la péninsule de Larenas ferme le terminus nord-est . Un phare ( NGA 2044) se dresse sur l'Islote San Pedro. Le canal Messier est régulièrement traversé par de grands cargos et ferries de croisière,.
Parce que l'île est située entre 46° et 60° au sud de l'équateur, elle est classée comme île subantarctique. Les sommets les plus élevés sont le mont Anson (377 mètres) et le mont Wager (586 mètres). Les pentes inférieures de ces montagnes sont couvertes de forêts subpolaires magellaniques .
Le village de Caleta Tortel est situé à 107 km à l'est, près d'un aéroport. Le village de Villa Puerto Edén est à 165 km au sud.

## Géologie
L'île Wager fait partie d'une série d'îles et de baies profondes, vestiges d'une chaîne côtière aujourd'hui submergée. L'île est d'origine ignée et date de la période tertiaire. Passant par Paso Suroeste, au large de la côte sud de l'île Wager se trouve la faille Liquiñe-Ofqui, faille géologique majeure qui présente une sismicité récurrente,.
Trois plaques tectoniques (Antarctique, Amérique du Sud et Nazca) se rencontrent à la triple jonction chilienne (CTJ), près de la péninsule de Taitao. Les plaques Nazca et Antarctique se déplacent vers l’est, tandis que la plaque sud-américaine se déplace vers l’ouest. Cette situation a entraîné l'affaissement de la bordure ouest de la plaque sud-américaine, l'abaissant à son niveau actuel et donnant naissance au grand nombre d'îles qui existent aujourd'hui à cet endroit.

## Faune et flore
L'île Wager fait partie d'une écorégion tempérée de feuillus et de forêts mixtes située dans le domaine néotropical. En raison de son climat et de la récente glaciation, la biodiversité de l'île est quelque peu limitée. Les conditions environnementales sur l'île sont caractérisées par des températures fraîches, des précipitations élevées, de forts vents subpolaires et un sol rocheux généralement mince et mal drainé, constitué de landes magellaniques, de tourbières, d'herbes, de plantes en coussin et d'arbustes nains. La lande magellanique peut être classée soit en toundra, soit en lande.

## Galerie

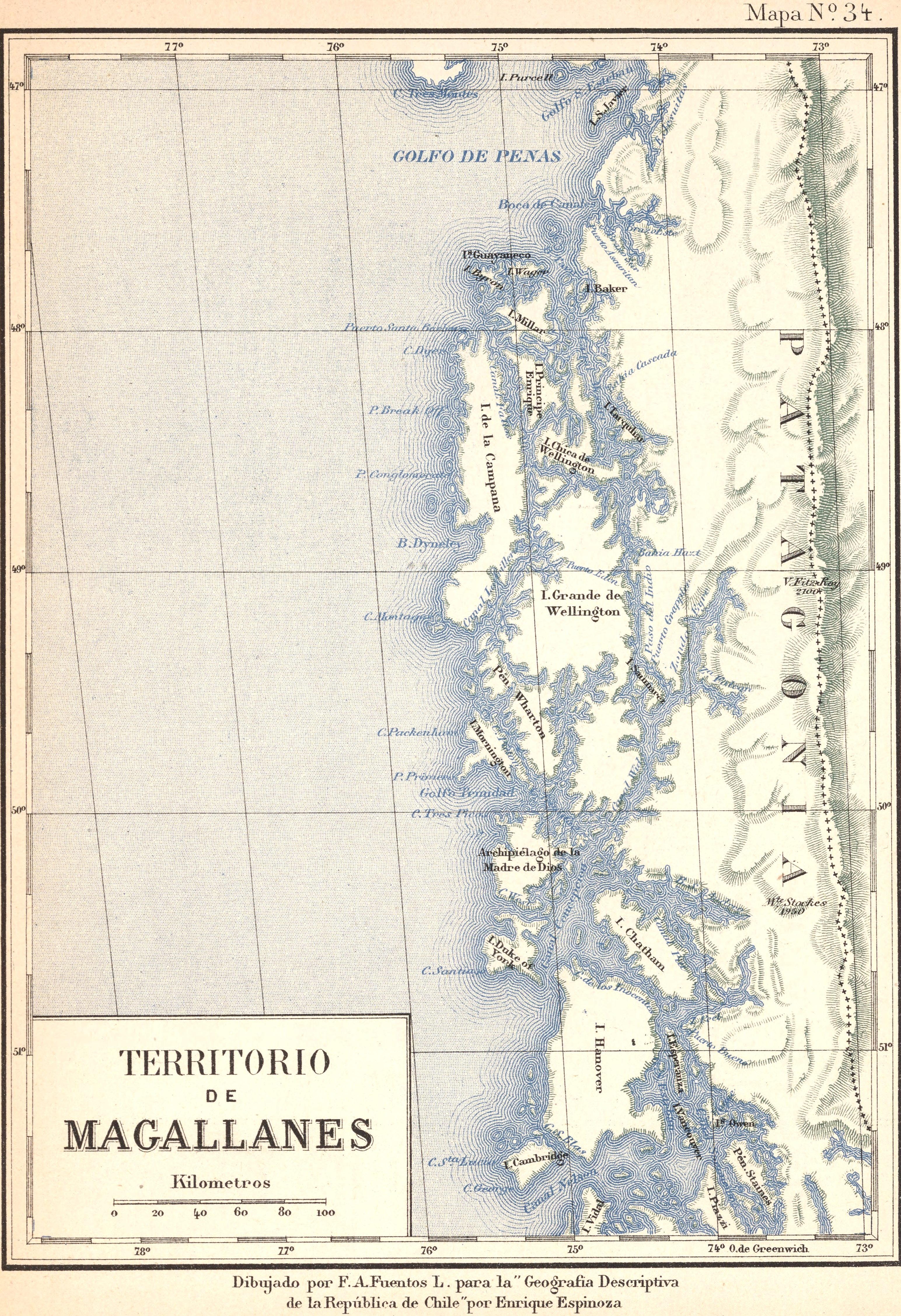
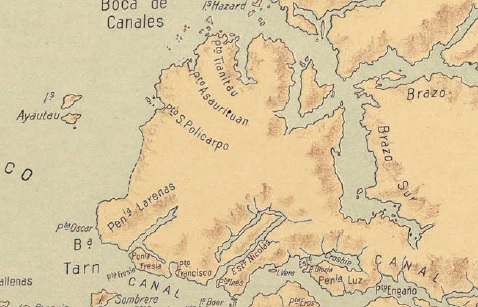
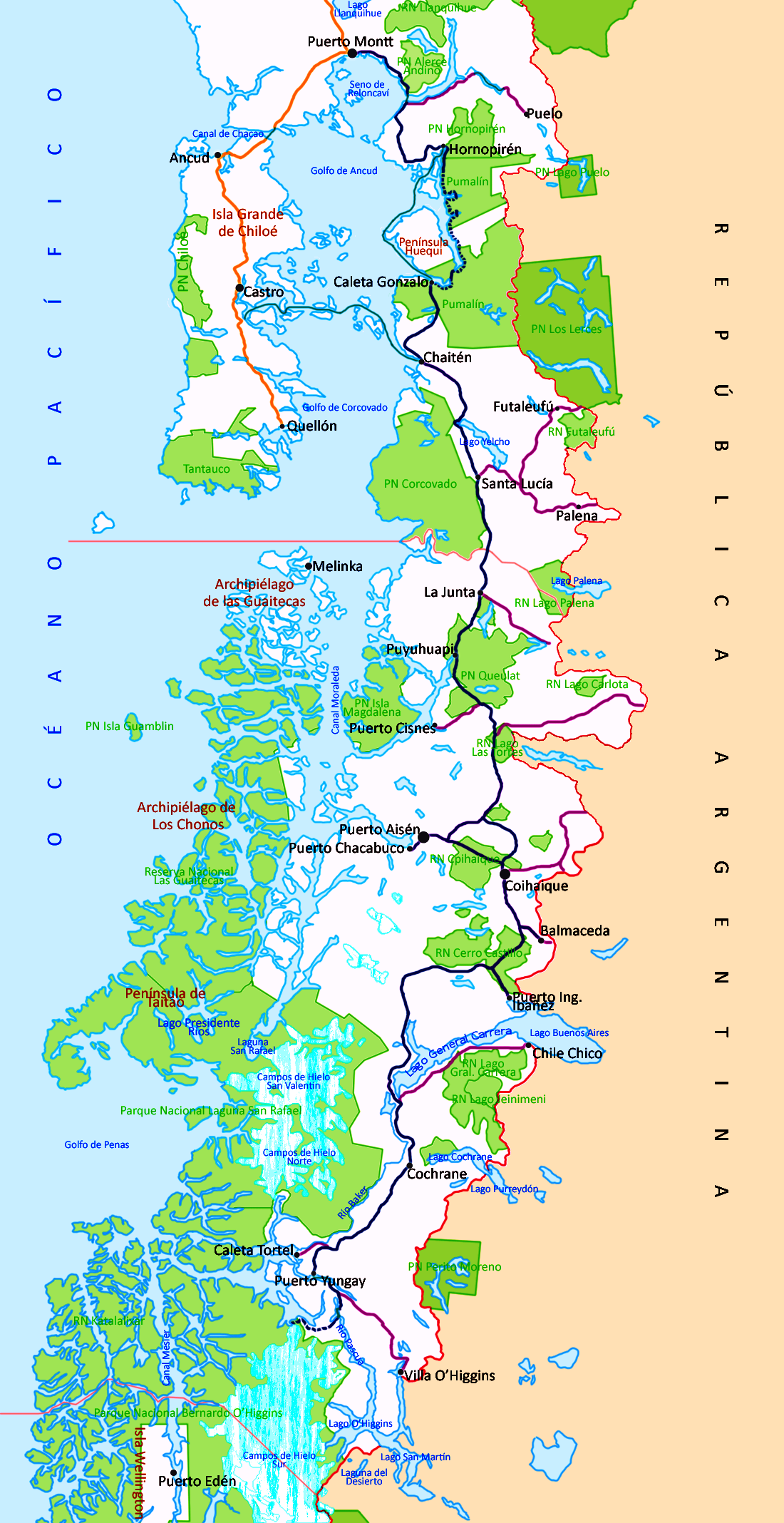
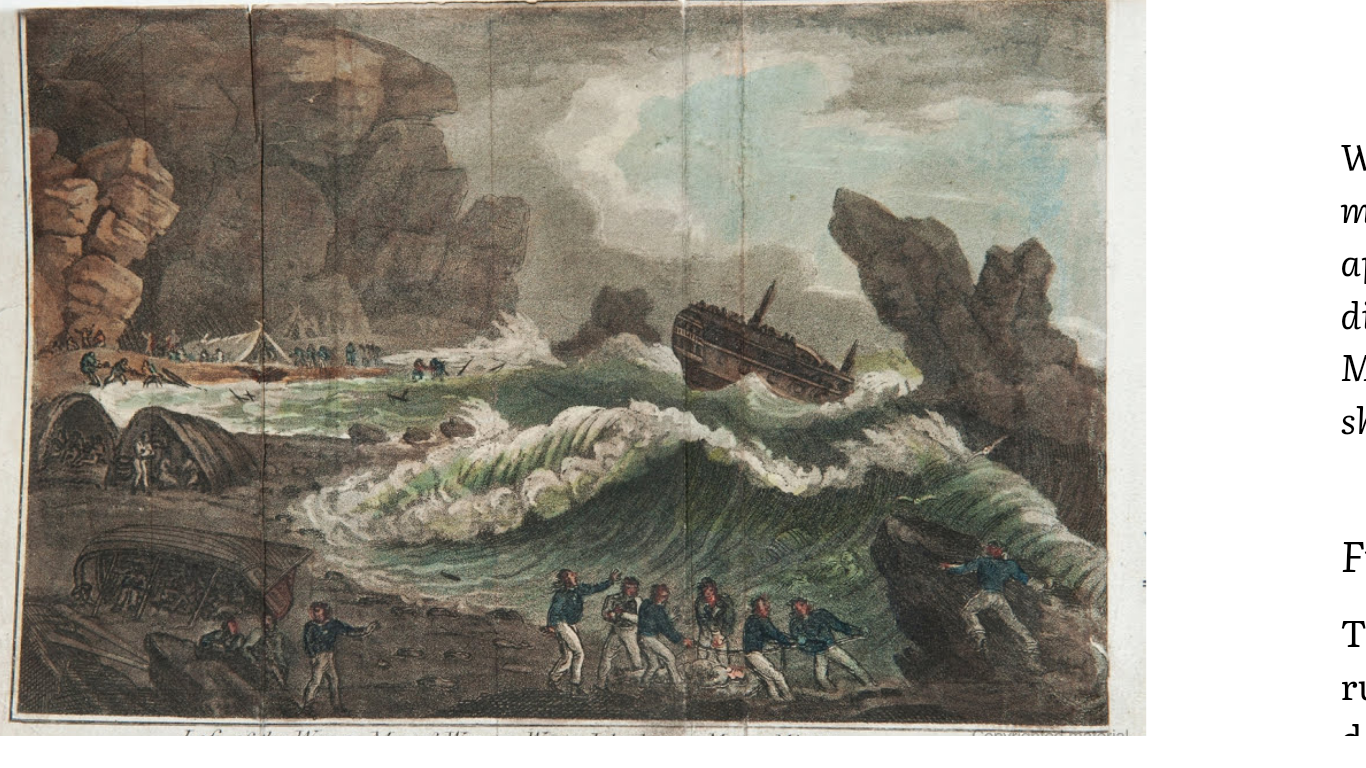
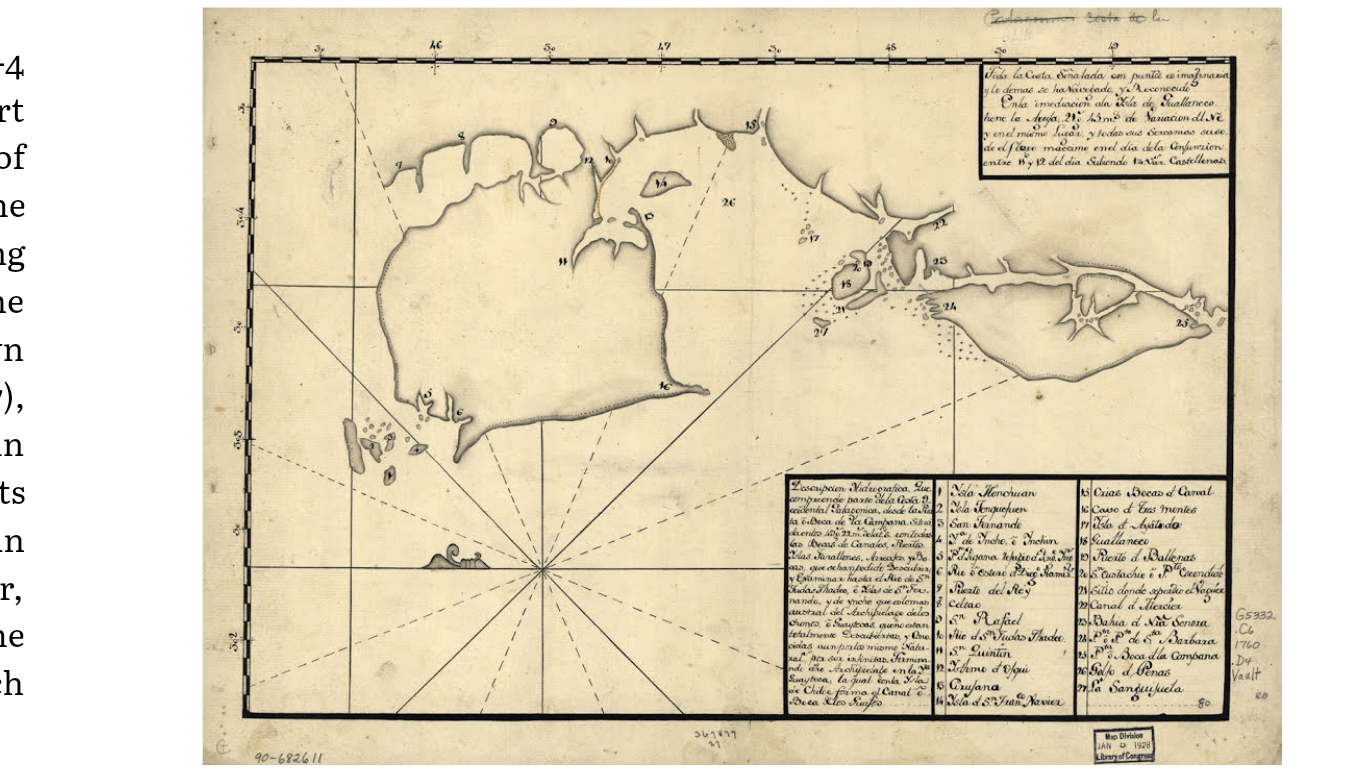
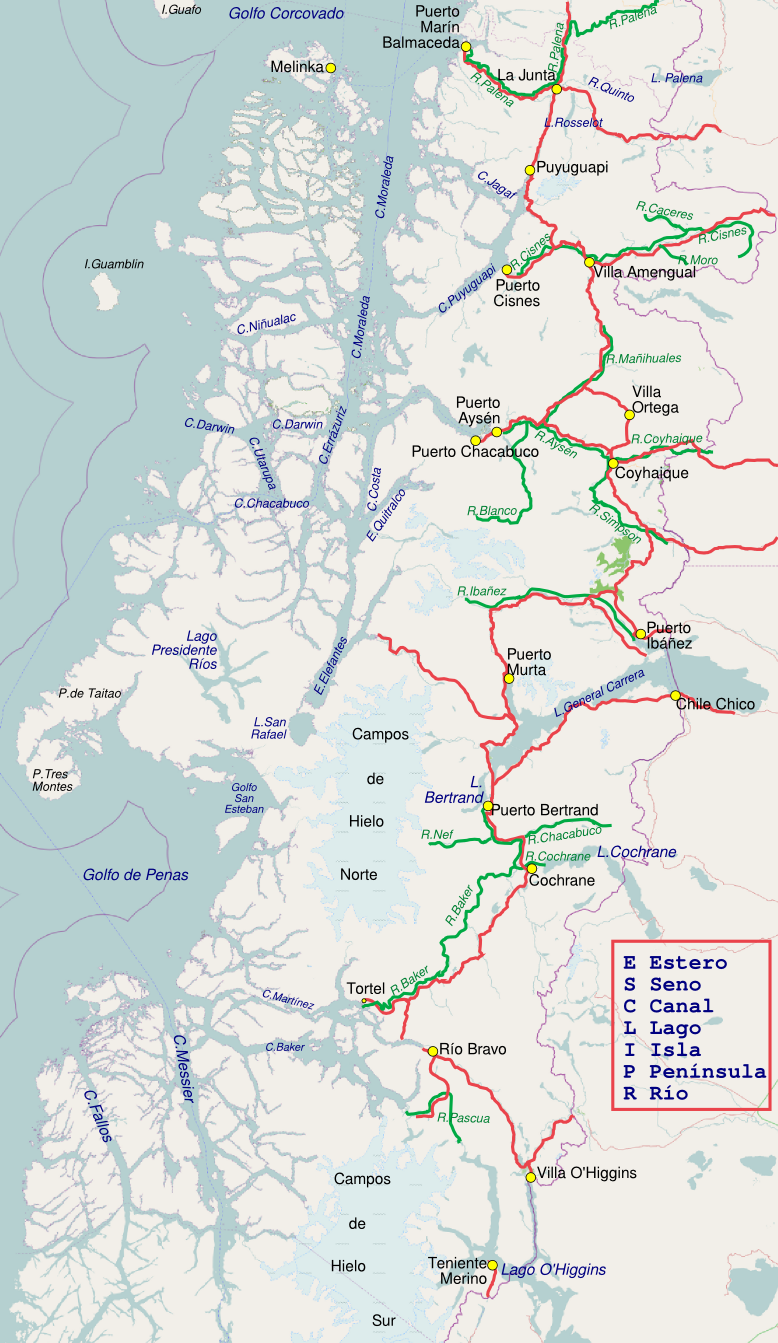